# Courbe brachistochrone

Comparaison des vitesses d'objets suivant différentes courbes. La courbe rouge brachistochrone est la plus rapide.

Le mot brachistochrone désigne une courbe dans un plan vertical sur laquelle un point matériel pesant placé dans un champ de pesanteur uniforme, glissant sans frottement et sans vitesse initiale, présente un temps de parcours minimal parmi toutes les courbes joignant deux points fixés : on parle de problème de la courbe brachistochrone.

## Étymologie
Le mot brachistochrone vient du grec ancien brakhistos (« le plus court ») et s'écrit donc avec un i et non un y, et de chronos (« temps »). Elle fut étudiée et nommée ainsi par Jean Bernoulli.

## Histoire

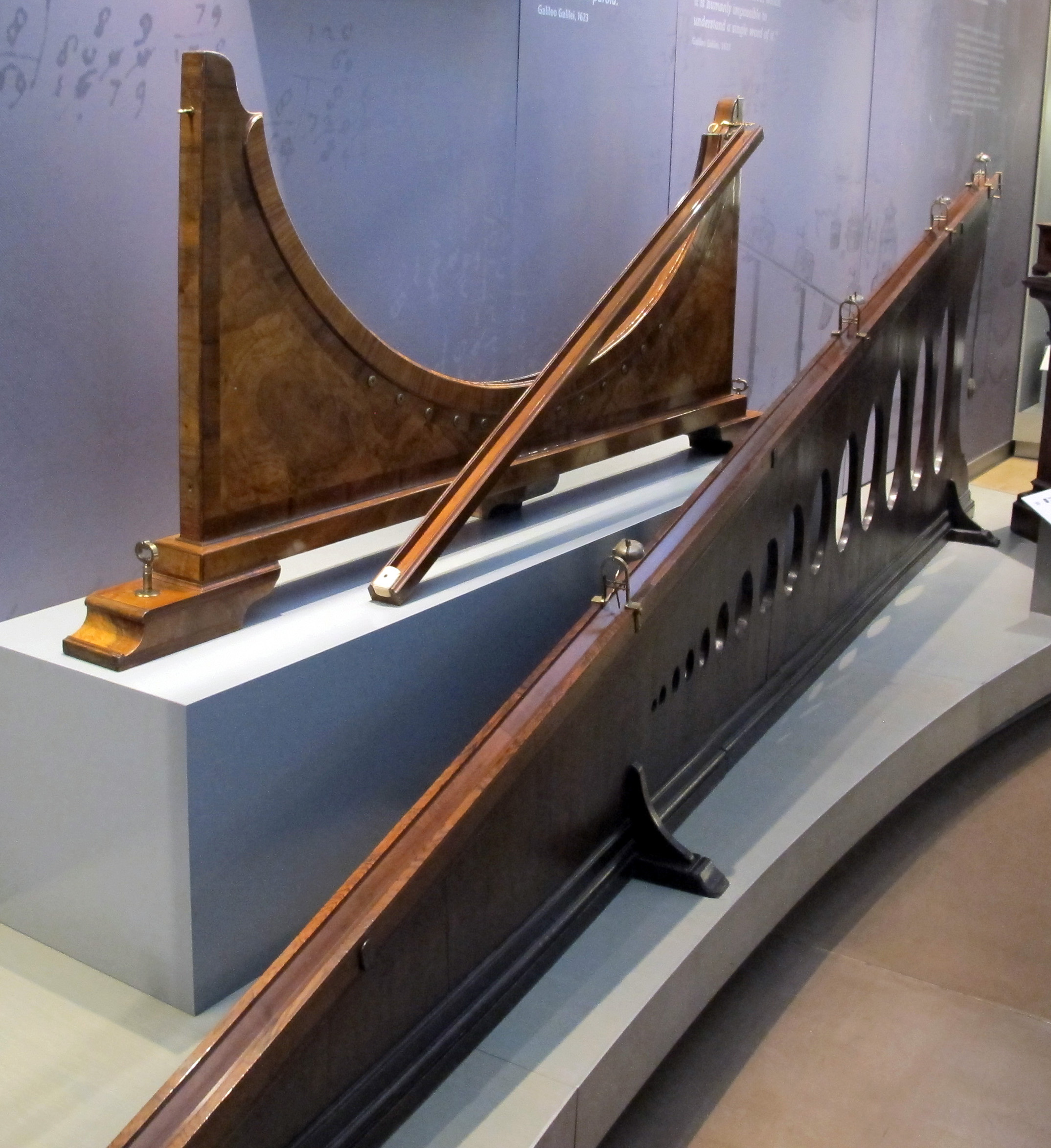
Maquette montrant la faculté brachistochrone de la cycloïde (Musée d'histoire des sciences de Florence).

La résolution du problème de la courbe brachistochrone passionna les mathématiciens de la fin du XVIIe siècle. Il prend sa source dans une affirmation de Galilée en 1633, qui crut que la solution consistait en un arc de cercle. Cependant, Galilée ne disposait pas des méthodes du calcul différentiel qui permettaient d'apporter une solution.
Jean Bernoulli pose clairement le problème en juin 1696 dans les Acta Eruditorum. Très rapidement, Leibniz propose une solution à Jean Bernoulli, mais sans qu'il reconnaisse la courbe en question. C'est Jean Bernoulli, qui dispose de deux solutions, qui reconnaît un arc de cycloïde commençant avec une tangente verticale. Tous deux décident de différer la publication de leurs solutions pour laisser à d'autres la possibilité d'aborder le problème. Celui-ci fut également résolu par Jacques Bernoulli, frère de Jean, et par Newton, L'Hôpital et Tschirnhaus. 
Les méthodes imaginées pour sa résolution amenèrent à développer la branche des mathématiques qu'on appelle le calcul des variations.

## Démonstration de la solution

### Démonstration historique (parJean Bernoulli)
Le chemin le plus court entre deux points est celui que suivrait un rayon de lumière.
La courbe brachistochrone est donc simplement le trajet suivi par la lumière dans un milieu où la vitesse augmente selon une accélération constante (l’attraction terrestre g)[incompréhensible].
La loi de la conservation de l’énergie permet d’exprimer la vitesse d’un corps soumis à l’attraction terrestre par :
{\displaystyle v={\sqrt {2gh}}},
où h représente la perte d’altitude par rapport au point de départ. 
La loi de la réfraction, selon le principe de Fermat, indique que tout au long de sa trajectoire un rayon lumineux obéit à la règle 
{\displaystyle {\frac {\sin {\theta }}{v}}=\mathrm {Cste} },
où {\displaystyle \theta } représente l’angle par rapport à la verticale. 
En insérant dans cette formule l’expression de la vitesse trouvée plus haut, on constate immédiatement deux choses :
- Au point de départ, lorsque la vitesse est nulle, l’angle doit nécessairement être nul. Donc la courbe brachistochrone est tangente à la verticale à l’origine.
- La vitesse est bornée car le sinus ne peut être supérieur à 1. Cette vitesse maximum est atteinte quand la particule (ou le rayon) passe par l’horizontale.

Sans restreindre la généralité du problème, on va supposer que la particule part du point de coordonnées (0,0) et que la vitesse maximale est atteinte à la hauteur −D. La loi de la réfraction s’exprime alors par :
{\displaystyle {\frac {\sin {\theta }}{\sqrt {-2gy}}}={\frac {1}{\sqrt {2gD}}}}.
Sachant que la particule se déplace sur une courbe, on a la relation :
{\displaystyle \sin {\theta }={\frac {dx}{\sqrt {dx^{2}+dy^{2}}}}}.
En insérant cette expression dans la formule précédente et en réarrangeant les termes on trouve :
{\displaystyle (1+{y'}^{2})y=-D}.
Ce qui est l’équation différentielle de l’opposée d’une cycloïde, engendrée par un cercle de diamètre D.

### Démonstration avec lecalcul des variations

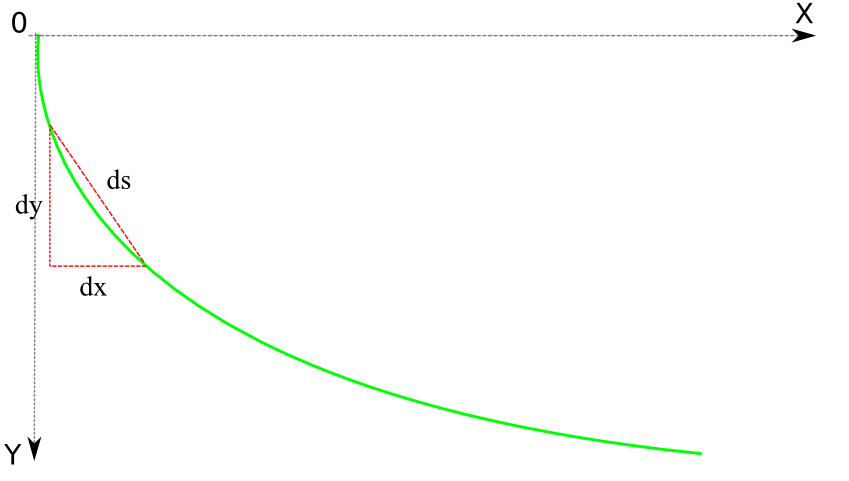

Soit {\displaystyle y=f(x)} l'équation cartésienne de la courbe (on exclut les courbes ayant des parties verticales), y étant dirigé vers le bas, et la courbe commençant à l'origine. On exprime un déplacement infinitésimal sur la courbe :
{\displaystyle ds={\sqrt {(\mathrm {d} x)^{2}+(\mathrm {d} y)^{2}}}={\sqrt {1+{y'}^{2}}}\,\mathrm {d} x}.
Mais, d'autre part, on a toujours, en vertu du théorème de l'énergie cinétique, la relation suivante : 
{\displaystyle v={\frac {\mathrm {d} s}{\mathrm {d} t}}={\sqrt {2gy}}}.
On peut alors exprimer le temps de parcours infinitésimal {\displaystyle \mathrm {d} t} :
{\displaystyle \mathrm {d} t={\sqrt {\frac {1+{y'}^{2}}{2gy}}}\,\mathrm {d} x}.
Donc {\displaystyle T=\int _{x_{a}}^{x_{b}}{\sqrt {\frac {1+{y'}^{2}}{2gy}}}\,\mathrm {d} x}, avec T le temps de parcours (à minimiser), {\displaystyle x_{a}} et {\displaystyle x_{b}} les abscisses de départ et d'arrivée.
Il s'agit donc de trouver le minimum de la fonctionnelle {\displaystyle F:y\mapsto \int _{x_{a}}^{x_{b}}{\sqrt {\frac {1+{y'}^{2}}{2gy}}}\,\mathrm {d} x}. 
Les extrema d'une telle fonctionnelle {\displaystyle F:y\mapsto \int _{x_{a}}^{x_{b}}L(x,y,y')\,\mathrm {d} x} vérifient l'équation d'Euler-Lagrange, qui est une condition nécessaire (mais non suffisante) pour que {\displaystyle y} minimise la fonctionnelle. La fonctionnelle ne dépendant pas explicitement de {\displaystyle x}, la formule de Beltrami est ici directement applicable, à savoir {\displaystyle L-y'{\partial L \over \partial y'}=k} avec k une constante arbitraire, ce qui donne ici :
{\displaystyle {\sqrt {\frac {1+{y'}^{2}}{2gy}}}-{\frac {{y'}^{2}}{\sqrt {2gy\left(1+{y'}^{2}\right)}}}=k}.
Après multiplication des deux membres par {\displaystyle {\sqrt {2gy\left(1+{y'}^{2}\right)}}} et simplification, on obtient que si {\displaystyle y} est un extremum de {\displaystyle F} alors :
{\displaystyle {\frac {1}{\sqrt {2gy\left(1+{y'}^{2}\right)}}}=k}.
On obtient donc l'équation différentielle {\displaystyle \left(1+{y'}^{2}\right)y=\mathrm {Cste} }, où la constante s'obtient en constatant que {\displaystyle y} est égal au diamètre {\displaystyle D} du cercle générant la cycloïde lorsque {\displaystyle y'=0}. Ce n'est autre que l'altitude minimale atteinte par le point mobile.

### Résolution de l'équation différentielle et solution
Pour résoudre {\displaystyle (1+{y'}^{2})y=D}, on procède au changement de variable suivant :
{\displaystyle y'=\operatorname {cotan} \left({\frac {\theta }{2}}\right)}.
On trouve {\displaystyle y(\theta )} en remplaçant {\displaystyle y'} directement dans l'équation différentielle, puis {\displaystyle x(\theta )} en remarquant que {\displaystyle dy/dx=\operatorname {cotan} (\theta /2)} donne {\displaystyle dx=\tan(\theta /2)dy}. On a {\displaystyle dy={\frac {D}{2}}\sin(\theta )d\theta } d'après l'expression trouvée pour {\displaystyle y(\theta )}. Une intégration de {\displaystyle dx} en {\displaystyle \theta } donne {\displaystyle x(\theta )} : 
{\displaystyle \int {dx}=\int {\frac {D}{2}}\tan(\theta /2)\sin(\theta )d\theta ={\frac {D}{2}}\int (1-\cos(\theta ))d\theta }

On obtient finalement l'équation paramétrique de la courbe solution avec les conditions aux limites adéquates :
{\displaystyle x(\theta )={\frac {D}{2}}\left(\theta -\sin(\theta )\right)},
{\displaystyle y(\theta )={\frac {D}{2}}\left(1-\cos(\theta )\right)}.
Il s'agit d'une cycloïde, sous sa forme paramétrée (l'orientation du graphique est la même qu'au début, les coordonnées x et y de la courbe sont toujours positives, l'axe des y ayant simplement été dessiné vers le haut) :